# 조 케네디 (배우)
조 케네디(Jo Kennedy, 1962년 8월 5일 ~ )는 오스트레일리아의 배우, 영화 감독, 극작가이다.

## 출연 작품
- 마지막 유혹 (1995)